# 圣西尔代加
圣西尔德加（法語：Saint-Cyr-des-Gâts，法語發音：[sɛ̃ siʁ de ɡa]）是法国卢瓦尔河地区大区旺代省的一个市镇，属于丰特奈勒孔特区。

## 地名
缩合冠词“des”发音为[de]，在《法汉译音表》中对应“代”字，但其仅在“圣莫代福塞”（Saint-Maur-des-Fossés）等少数地名中译作“代”，《世界地名翻译大辞典》、《世界地名译名词典》和《法国地图册》等主流地名译名类书籍资料中多译作“德”。

## 地理
圣西尔德加（46°34'9"N, 0°53'4"W）面积21.08 平方千米，位于法国卢瓦尔河地区大区旺代省，该省份为法国西部沿海省份，北起大西洋卢瓦尔省和曼恩-卢瓦尔省，西临大西洋，南至滨海夏朗德省，东部及东南部与德塞夫勒省接壤。
与圣西尔德加接壤的市镇（或旧市镇、城区）包括：布尔诺、马尔赛-圣拉德贡德、圣洛朗德拉萨勒、圣马丹德方丹、里沃迪富日赖。
圣西尔德加的时区为UTC+01:00、UTC+02:00（夏令时）。

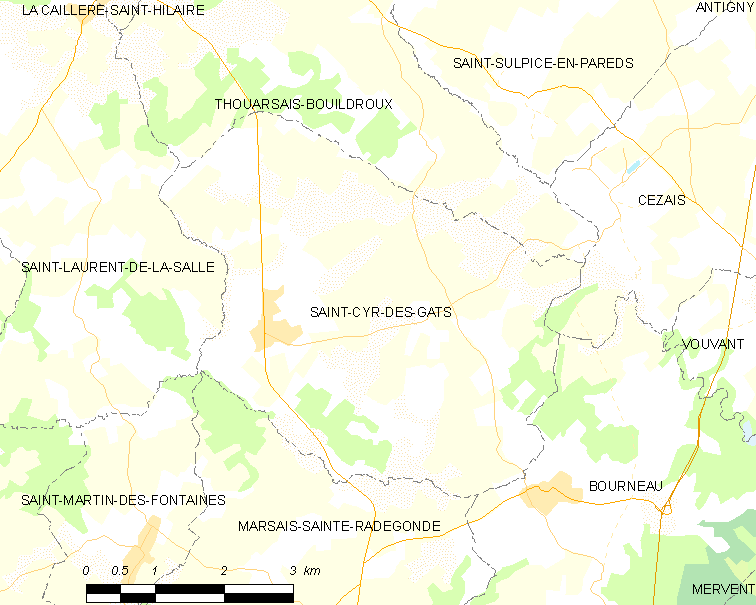
圣西尔德加的OSM定位图

## 行政
圣西尔德加的邮政编码为85410，INSEE市镇编码为85205。

## 政治
圣西尔德加所属的省级选区为拉沙泰涅赖县。

## 人口

1962-2008年间圣西尔德加人口变化图示

圣西尔德加于2022年1月1日时的人口数量为543人。